# روناس هندی (سرده)
روناس هندی (نام علمی: Oldenlandia) نام یک سرده از تیره روناسیان است.